# Биби, Майкл Миабесуэ
Майкл Миабесуэ Биби (28 июля 1971 года, Бамессинг, Камерун) — пятый епископ епархии Буэа с 5 января 2021 года.

## Биография
Родился в 1971 году в селении Бамессинг, Камерун. После получения школьного образования обучался в Высшей католической семинарии Святого Фомы Аквинского в Бамбуи (основана епископом Пием Су Ава в 1973 году). 26 апреля 2000 года рукоположён в священники. Служил в приходским священником католических приходах архиепархии Баменды: викарий прихода Святого Иуды в Фундонге (2000—2001), викарий прихода Святого Матфея в Видикуме (2001—2003), викарий прихода Святого Иосифа в Манконе (2003—2004). В 2004—2006 годах обучался в Институте Мэривейл в Бирмингеме для получения научной степени магистра богословия со специализацией «Катехетика».
С 2006 по 2008 года служил в приходах Святого Иосифа и Всех Святых в Бафуте. В 2006—2007 годах — капеллан Колледжа Святейшего Сердца Иисуса в Манконе, в 2007—2008 годах — капеллан Колледжа Святого Павла в Нквене. В последующие годы: помощник финансового секретаря и канцлер архиепархии Буменды (2009—2011), особый секретарь архиепископа Буменды (2012—2015). С 2015 года — секретарь-канцлер архиепархии .
24 января 2917 года римский папа Франциск назначил его вспомогательным епископом Буменды и титулярным епископом Амударсы. 25 марта 2017 года состоялось его рукоположение в епископы, которое совершил архиепископ Баменды Корнелий Фонтем Эсуа в сослужении с епископом Кумбы Агапитом Энувеньё Нфоном и епископом Кумбо Джорджом Нкуо.
После отставки епископа Буэа Эммануля Бушу назначен 28 декабря 2019 апостольским викарием Буэа. 5 января 2021 года римский папа Франциск назначил его епископом Буэа.
После его назначения ординарием Буэа возник конфликт с епископом-эмеритом Эммануэлем Бушу. Согласно Майклу Миабесуэ Биби Эммануэль Бушу противодействовал и вмешивался в работу епархиальной администрации. В январе 2024 года запретил Эммануэлю Бушу служить мессу на территории всей епархии Буэа.